# Congresso Nacional da Reconstrução Timorense
Der Congresso Nacional de Reconstrução Timorense CNRT (Kongress des timoresischen Wiederaufbaus) ist eine Partei in Osttimor, die am 27. April 2007 gegründet wurde.
Seit 2007 ist sie durchgehend im Nationalparlament Osttimors als stärkste oder zweitstärkste Kraft vertreten. Mit Xanana Gusmão stellte sie von 2007 bis 2015 den Premierminister.

## Geschichte

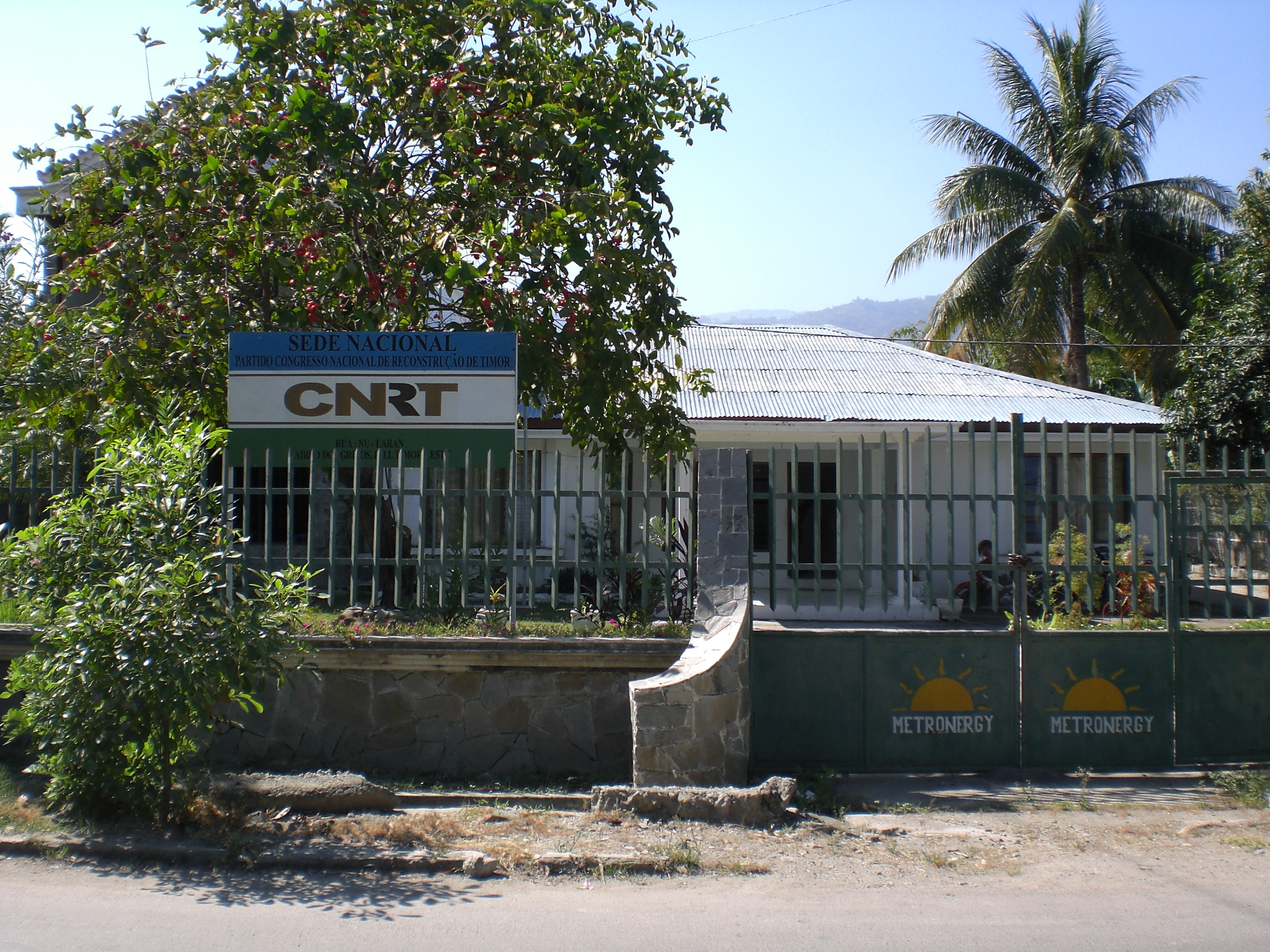
Nationaler Hauptsitz des CNRT, Rua Nu Laran, Bairo dos Grilos, Dili

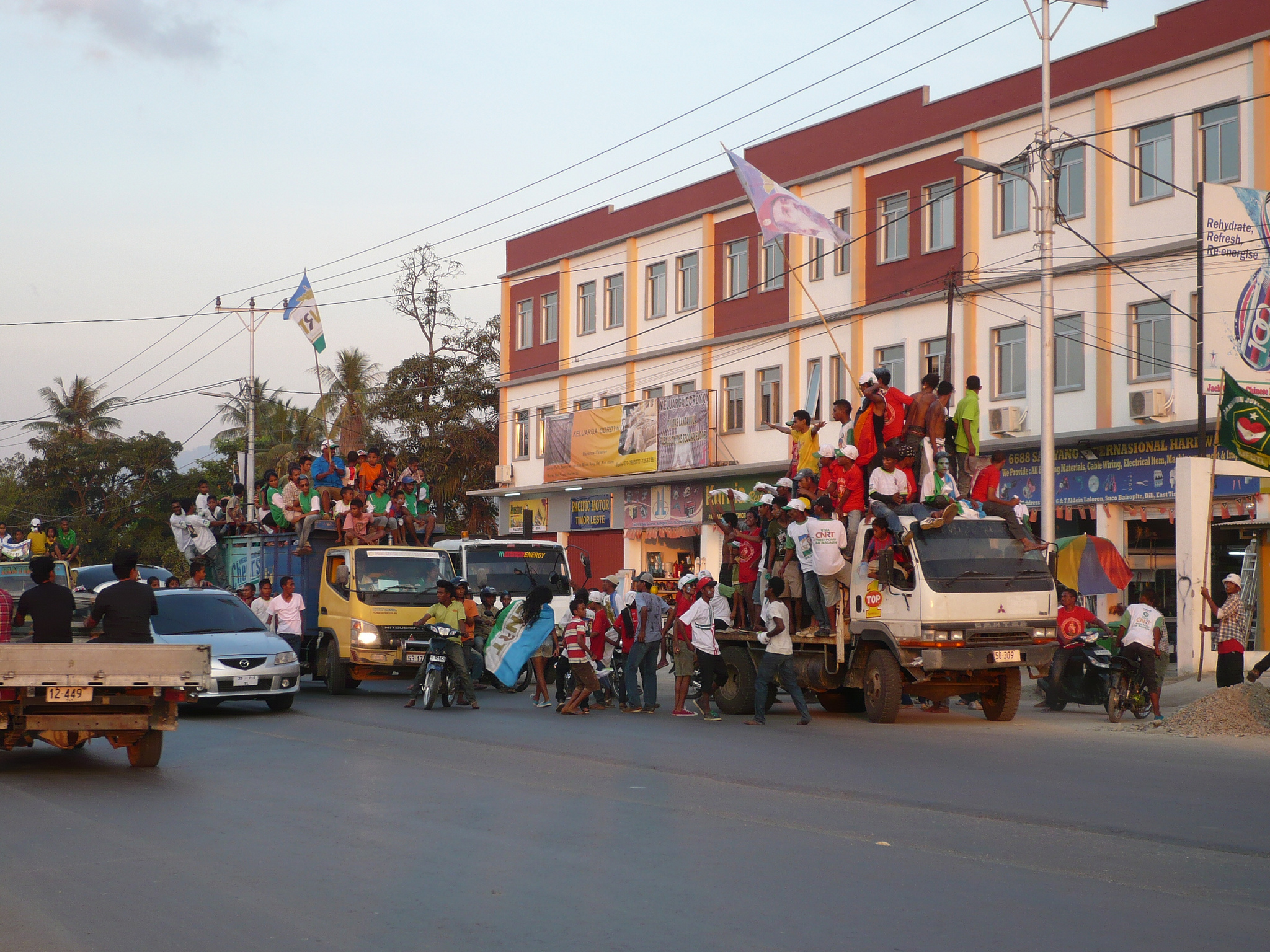
CNRT-Kampagne zu den Parlamentswahlen 2012

Ziel der Parteigründung durch den damaligen Präsidenten Osttimors Xanana Gusmão war es, bei den Parlamentswahlen 2007 mit dem CNRT anzutreten, um als Premierminister eine politisch einflussreichere Position zu erhalten, vor allem gegenüber der damaligen Regierungspartei FRETILIN. Gusmão gab dies offiziell im März 2007 bekannt, nachdem ihm eine Petition übergeben wurde, in der ihn 6.250 CNRT-Mitglieder aufforderten nach seiner Amtszeit als Präsident in der Politik zu bleiben.
In der Petition heißt es: „Osttimor braucht eine starke politische Partei mit einer guten Führung und einem Führenden, den die Bevölkerung liebt. Deswegen wollen wir Xanana. Wir vertrauen nur Dir.“
Die FRETILIN kritisierte, dass die neue Partei als Abkürzung CNRT verwendet, wie der ehemalige Dachverband des osttimoresischen Widerstandes gegen die indonesische Besatzung (Conselho Nacional de Resistência Timorense), der noch heute viel Sympathie in der Bevölkerung hat. Ein Mitglied des FRETILIN-Zentralkomitee nannte es die „Entführung eines mächtigen historischem Symbols“.
Bei den Präsidentschaftswahlen 2007 unterstützte der CNRT den späteren Wahlsieger José Ramos-Horta, einen engen politischen Freund und Weggefährten Gusmãos.
Bei den Parlamentswahlen am 30. Juni 2007 erhielt der CNRT 24,10 % der Stimmen und 18 der 65 Sitze im Parlament. Damit lag er hinter der FRETILIN, die 29,02 % und 21 Sitze errang. Die FRETILIN erhob daher Anspruch auf die Führung in einer zukünftigen Regierung, sei es als Minderheitsregierung oder in einer Koalition, doch der CNRT konnte ein Bündnis mit der Partido Democrático PD und der Coligação ASDT/PSD (der gemeinsamen Parteiliste von Associação Social-Democrata de Timor und Partido Social Democrata) eingehen. Diese Allianz der Parlamentarischen Mehrheit, kurz AMP, verfügte mit 37 Sitzen über eine knappe Mehrheit im Parlament. Nach erfolglosen Verhandlungen mit der FRETILIN und Vermittlungsversuchen durch Staatspräsident Ramos-Horta wurde schließlich Xanana Gusmão mit der Regierungsbildung beauftragt und stand nun einer AMP-Regierung als Premierminister vor. Daneben hatte er auch die Ministerposten für Verteidigung und für Natürliche Ressourcen, Mineralien und Energie inne.
2012 erhielt der CNRT bei den Parlamentswahlen 36,66 % und bildet nun mit 30 Abgeordneten die stärkste Fraktion im Parlament. Gusmão führte nun eine Koalition mit der PD und der Frenti-Mudança FM. Nach Bekanntgabe des Wahlergebnisses äußerten sich Vertreter des CNRT im nationalen Fernsehen abfällig über die FRETILIN, die nun als zweitstärkste Partei wieder in die Opposition gehen musste. Infolgedessen kam es zu Unruhen in den Außenbezirken Dilis, bei denen ein FRETILIN-Anhänger von einem Polizisten erschossen wurde. 15 weitere Personen, darunter vier Polizisten, wurden verletzt. 60 Autos und sieben Häuser wurden zerstört. 16 Personen nahm die Polizei fest, als diese die An-Nuur-Moschee, Osttimors größte Moschee, beschädigten. CNRT-Generalsekretär Babo entschuldigte sich für die harschen Worte seiner Parteikollegen.
Gusmão trat 2015 vorzeitig als Premierminister zurück. Als Nachfolger schlug er das FRETILIN-Mitglied  Rui Maria de Araújo vor. Nachdem auch der CNRT diesen Wunsch unterstützte. Zwei der vier neuen Staatsminister stellt der CNRT. Auch Xanana Gusmão ist als beratender Minister und Minister für Planung und strategische Investitionen wieder in der Regierung. 1200 Mitglieder der Partei UNDERTIM aus Ermera schlossen sich im Oktober 2015 dem CNRT an.

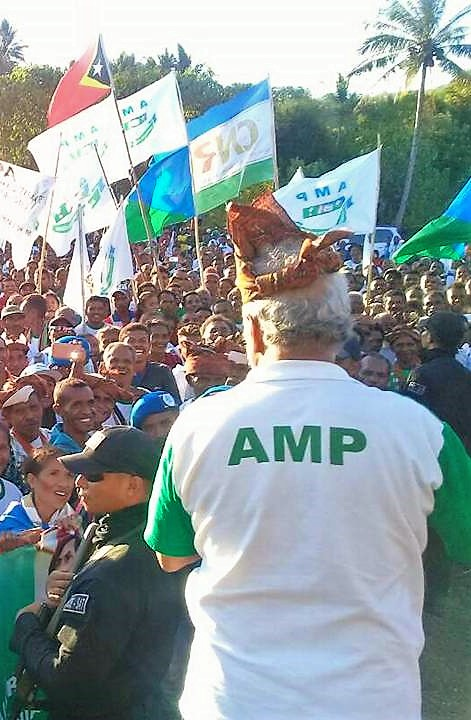
Xanana Gusmão bei einer AMP-Wahlkampfveranstaltung 2018 in Oesilo

Im März 2016 kam es zum Bruch der Koalition zwischen CNRT und PD über den Streit um den militärischen Oberbefehlshaber und dem Konflikt zwischen Regierung und Parlament einerseits und Präsident Taur Matan Ruak andererseits. In Folge mussten die PD-Mitglieder im Parlamentspräsidium ihre Ämter abgeben. Sämtliche Präsidiumsmitglieder gehörten nun dem CNRT an.
Bei den Parlamentswahlen in Osttimor 2017 wurde der CNRT nach deutlichen Verlusten mit 29,46 % der Stimmen nur noch zweitstärkste Kraft im Parlament hinter der FRETILIN. Er hat dort nun 22 Sitze. Die deutlichen Verluste deutete Parteichef Gusmão als Abwahl, trat als CNRT-Vorsitzender zurück und erklärte, seine Partei werde in die Opposition gehen. Parteimitgliedern stehe es aber offen, Ministerämter zu übernehmen. Tatsächlich wurden am 29. September 2017 CNRT-Mitglieder zu Regierungsmitgliedern ernannt, darunter der neue CNRT-Vorsitzende Ágio Pereira. Am 12. Oktober unterzeichneten CNRT, PLP und KHUNTO eine Vereinbarung zur Bildung einer neuen Aliança da Maioria Parlamentar AMP zur Überwachung der Minderheitsregierung. Nach der Auflösung des Parlaments und Ausrufung der Neuwahlen 2018 beschlossen am 1. Februar 2018 die drei Parteien der AMP auch im Wahlkampf zusammenzuarbeiten. Dafür wurde das Bündnis in Aliança para Mudança e Progresso umbenannt.
Bei den Parlamentswahlen am 12. Mai 2018 gelang der AMP mit einem Stimmanteil von 49,6 % (309.663 Stimmen) 34 der 65 Sitze und somit die absolute Mehrheit im Parlament zu erringen.

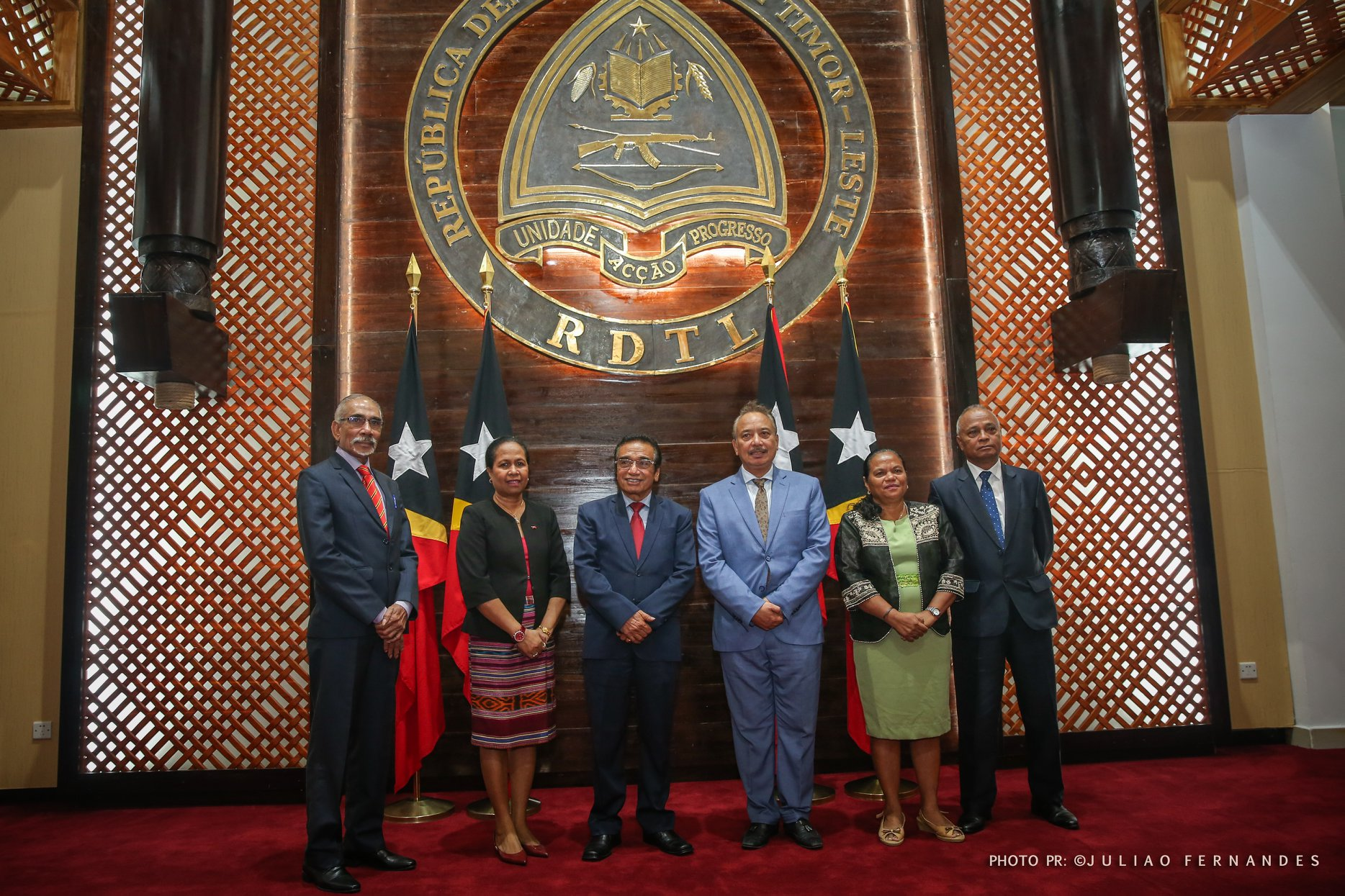
CNRT-Führung nach einem Krisengespräch mit Staatspräsident Francisco Guterres (23. Januar 2020). Von Links: Virgílio Simith, Maria Terezinha Viegas, Francisco Guterres, Francisco Kalbuadi Lay, Maria Rosa da Câmara und Duarte Nunes

PLP-Chef Taur Matan Ruak wurde am 22. Juni 2018 zum Premierminister vereidigt und führte nun die VIII. konstitutionelle Regierung Osttimors. Allerdings lehnte Staatspräsident Francisco Guterres (FRETILIN) einen Großteil der Ministerkandidaten des CNRT wegen „ethischen Gründen“ ab, weswegen sie nicht vereidigt werden konnten. In den Folgemonaten leiteten deswegen Vizeminister und Minister anderer Ressorts die fehlenden Positionen, was immer mehr den Unmut des CNRT vergrößerte. Ende 2019 machten Abgeordnete des CNRT Premierminister Taur Matan Ruak mitverantwortlich dafür, dass nach 18 Monaten die Kandidaten noch immer nicht im Amt waren. Auch das langsame Vorankommen beim Tasi Mane project sorgte für Streit zwischen PLP und CNRT. Am 17. Januar 2020 scheiterte im Parlament der Regierungsvorschlag für den Haushalt 2020 erneut. Für den Entwurf stimmten nur die 13 Abgeordneten von PLP und KHUNTO. 15 Abgeordnete der Opposition stimmten dagegen, die Koalitionsabgeordneten des CNRT und die restlichen Oppositionsangehörige enthielten sich der Stimme. Taur Matan Ruak erklärte daraufhin das Ende der AMP. Am 20. Januar gab es einen kleinen Brand in der CNRT-Zentrale in Dili. Am 22. Februar unterzeichneten CNRT, KHUNTO, PD, UDT, FM und PUDD öffentlich eine Koalitionsvereinbarung zur Bildung einer neuen Regierung.
Präsident Guterres beantwortete den Vorschlag der Opposition Xanana Gusmão zum Premierminister zu ernennen aber nicht. Er löste aber auch nicht das Parlament auf oder nahm das Rücktrittsgesuch von Premierminister Taur Matan Ruak an. Dieser zog angesichts der drohenden COVID-19-Pandemie in Osttimor am 8. April das Rücktrittsgesuch wieder zurück. Am 27. April scheiterte die Sechs-Parteien-Allianz im Parlament mit dem Versuch, die Verlängerung des Ausnahmezustandes zu verhindern, weil die KHUNTO dafür stimmte. Diese erklärte am 29. April ihr Ausscheiden aus der Allianz, dafür reichte die Regierung unter Taur Matan Ruak beim Präsidenten den Vorschlag ein, fünf FRETILIN- und einen PD-Vertreter in die Regierung aufzunehmen. Am 25. Mai kamen alle Regierungsmitglieder des CNRT der Aufforderung ihrer Partei nach, von ihren Ämtern zurückzutreten. Nur die stellvertretende Finanzministerin Sara Lobo Brites kam dem nicht nach und schied erst 2022 aus ihrem Amt.
Bei den Präsidentschaftswahlen in Osttimor 2022 stellte Gusmão  José Ramos-Horta als Kandidaten des CNRT auf. Im Wahlkampf spielte Gusmão eine zentrale Rolle und drängte dabei Ramos-Horta in den Hintergrund. Für den Fall einer Wahl kündigte Gusmão an, Ramos-Horta würde das Parlament auflösen und vorzeitige Neuwahlen ausrufen. Ramos-Horta äußerte sich dembetreffs vorsichtiger und kündigte stattdessen an, dass er Gespräche mit allen Parteien führen wolle. Am 20. Mai 2022 trat Ramos-Horta zu seiner zweiten Amtszeit als Staatspräsident an.
Bei den Parlamentswahlen 2023 konnte der CNRT unter der Führung von Gusmão sich klar als stärkste Partei durchsetzen. Er erhielt 288.289 Stimmen (41,63 %) und gewann damit 31 der 65 Sitze im Parlament.

## Mitglieder

### Parteiämter
Am 30. April 2007 wurde Gusmão zum Vorsitzenden des CNRT gewählt. Generalsekretär wurde Dionísio Soares Babo, seine Stellvertreter Duarte Nunes und José da Silva Panão. Sprecher der Partei wurde Virgílio Simith.
Auf dem Parteitag von 2017 wurde Gusmão als Parteivorsitzender bestätigt. Seine Stellvertreter sind nun Ma'huno Bulerek Karathayano († 2021), Virgílio Smith, Maria Rosa da Câmara, Tomás Cabral, Bendito Freitas und Francisco da Costa. Babo wurde von Francisco Kalbuadi Lay als Generalsekretär abgelöst. Stellvertretende Generalsekretäre sind Jacinto Rigoberto, Francisco da Costa Guterres und Jacinto Viegas Vicente.
Am 4. August 2017 erklärte Gusmão nach den starken Verlusten bei den Parlamentswahlen seinen Rücktritt als Parteivorsitzender des CNRT. Allerdings suspendierte der Sonderkongress des CNRT am 6. August den Rücktritt, weswegen Gusmão faktisch Parteichef bleibt.

### CNRT-Mitglieder mit Regierungsämtern

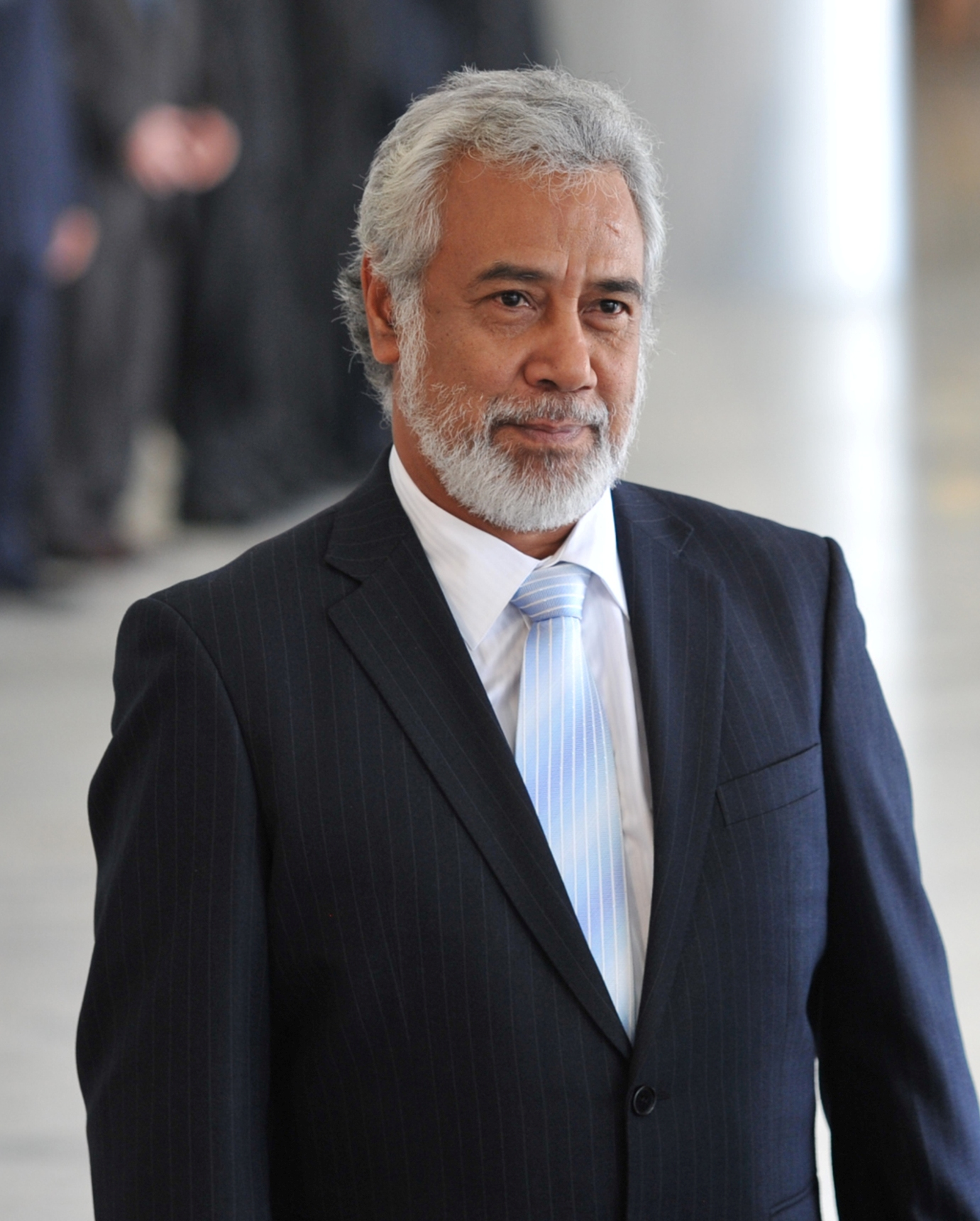
Premierminister Xanana Gusmão (2011)

- Dionísio da Costa Babo Soares, Staatsminister, Koordinator für Verwaltungsangelegenheiten und Minister für Innere Administration, Außenminister
- Tomás do Rosário Cabral, 2012 bis 2015 Staatssekretär für die Dezentralisierung der Verwaltung, 2015 bis 2017 Vizeminister für Staatsadministration
- Ilídio Ximenes da Costa, 2012 bis 2017 Staatssekretär für Berufsbildung und Beschäftigungspolitik
- Vítor da Costa, 2012 bis 2015 Staatssekretär für soziale Sicherheit (inzwischen Mitglied bei Frenti-Mudança)
- Cirilo José Cristóvão, 2015 bis 2017 Verteidigungsminister
- Rafael Pereira Gonçalves, 2012 bis 2015 Staatssekretär für Fischerei
- Bendito Freitas, 2007 bis 2012 Staatssekretär für berufliche Entwicklung, 2012 bis 2015 Minister für Bildung und Kultur
- Xanana Gusmão, 2007 bis 2015 Premierminister, 2015 bis 2017 beratender Minister und Minister für Planung und strategische Investitionen
- Francisco da Costa Guterres, 2007 bis 2017 Staatssekretär für Sicherheit
- Francisco Kalbuadi Lay, 2012 bis 2017 Minister für Tourismus, 2015 bis 2017 auch für Kultur und Kunst
- Veneranda Lemos Martins, 2012 bis 2015 Staatssekretärin für Unterstützung und Förderung der Privatwirtschaft, 2015 bis 2017 Staatssekretärin für die Unterstützung und sozio-ökonomische Förderung von Frauen
- Jaime Xavier Lopes, 2012 bis 2017 Staatssekretär für Grundstücke und Eigentum
- Miguel Marques Gonçalves Manetelu, 2007 bis 2015 Staatssekretär für Jugend und Sport, 2015 bis 2017 Vizeminister für Soziale Solidarität
- Hermenegildo Ágio Pereira (ehemals PSD), Staatssekretär für den Ministerrat und Regierungssprecher 2007 bis 2012, 2012 bis 2015 Minister für den Ministerrat, 2015–2017 Staatsminister und Minister des Präsidiums des Ministerrats, 2017–2018 Ministro Adjunto do Primeiro-Ministro für die Festlegung der Seegrenze, 2018–2020 Staatsminister, Minister des Ministerrats
- Januário Pereira, 2007 bis 2012 Staatssekretär für Elektrizität, Wasser und Urbanisation, 2012 bis 2015 Staatssekretär für Elektrizität, 2015 bis 2017 Vizeminister für öffentliche Bauvorhaben, Transport und Telekommunikation I
- Júlio Tomás Pinto, 2007 bis 2015 Staatssekretär für Verteidigung
- Alfredo Pires, Staatssekretär für Natürliche Ressourcen 2007–2012, 2012 bis 2017 Minister
- Jacinto Rigoberto Gomes de Deus, Staatssekretär für Sozialhilfe und Naturkatastrophen 2007 bis 2012, 2012 bis 2015 Vizeminister für Soziale Solidarität
- Idelta Maria Rodrigues, 2007 bis 2015 Staatssekretärin für Gleichstellung
- Luís Vaz Rodrigues, 2012 bis 2017 Staatssekretär für Öffentlichkeitsarbeit
- Nélio Isaac Sarmento, 2012 bis 2015 Staatssekretär für Medien, 2015 bis 2017 Staatssekretär für Sozialkommunikation, 2018 bis 2020 Staatssekretär für Jugend und Sport Osttimor
- Virgílio Simith, 2012 bis 2015 Vizeminister für Grundschulen und Sekundärschulen
- Dulce de Jesus Soares, 2012 bis 2015 Vizeministerin für Grundbildung, 2015 bis 2017 Vizeministerin für Bildung I, Bildungsministerin 2018–2020
- Ivo Jorge Valente, 2012 Interims-Minister für Justiz, 2012 bis 2015 Vizeminister für Justiz, 2015 bis 2017 Minister für Justiz
- Valentino Varela, 2007 bis 2015 Staatssekretär für Viehzucht
- Maria Terezinha Viegas, 2012 bis 2017 Staatssekretärin für parlamentarische Angelegenheiten
- Marçal Avelino Ximenes, 2012 bis 2015 Vizeministerin für Hochschulen und Wissenschaft
- Maria Isabel de Jesus Ximenes, 2012 bis 2017 Staatssekretärin für Kunst und Kultur

Allgemein wird der CNRT als Zusammenschluss um eine Person, nämlich Xanana Gusmão beschrieben. Um ihn herum sammelten sich demnach Geschäftsleute, die von Verträgen mit der Regierung profitieren, Veteranen, die treu zu Gusmão stehen und ehemalige Befürworter der Autonomie innerhalb Indonesiens beim Unabhängigkeitsreferendum in Osttimor 1999, die durch das Streben Gusmãos nach Aussöhnung wieder integriert wurden.
Die Jugendorganisation des CNRT nennt sich OJP. Präsident der OJP war 2015 José Telo Soares Cristóvão.
Die Frauenorganisation des CNRT nennt sich Organização Mulher do Partido Präsidentin der OMP war 2023 Veneranda Lemos Martins.

## Belege
- Parteien und politische Gruppen in Osttimor (Memento vom 7. Juni 2007 im Internet Archive) (englisch; PDF; 996 kB)
- Flags of the World - National Congress for Timorese Rebuilding (East Timor) (englisch)